# Вальян, Жан Батист Филибер
Жан Батист Филибер Вальян (Вайян) (фр. Jean Baptiste Philibert Vaillant, 1st Comte Vaillant; 1790—1872) — французский военный и государственный деятель, граф (6 октября 1851), маршал Франции (11 декабря 1851), учёный, почётный член Петербургской академии наук.

## Биография
Жан Батист Филибер Вальян (Вайян) родился 6 декабря 1790 года в Дижоне.
Воспитывался в Парижской политехнической школе, откуда в 1809 году выпущен подпоручиком в сапёры.
В 1812 году участвовал в походе на Россию. В 1813 году попал в плен в битве при Кульме. В 1815 году участвовал в сражениях пр Линьи и Ватерлоо.
В 1830 году, находясь в Алжире, был ранен. В 1832 году отличился во время осады Антверпена. В 1837—1838 годах снова служил в Алжире. В 1839 году назначен директором Парижской политехнической школы. В 1845 году получил чин генерал-лейтенанта. До 1848 года служил в должности генерал-инспектора. Руководил сооружением парижских укреплений.
В 1849 году участвовал в осаде Рима. 6 октября 1851 года папа римский Пий IX пожаловал ему титул графа римского (фр.). 11 декабря того же года получил чин маршала Франции.
В 1853 году избран членом Французской академии наук. Вскоре получил должность сенатора.
С 1854 по 1859 годы был военным министром.
22 декабря 1856 года избран почётным членом Петербургской академии наук.
В 1859 году, во время австро-итало-французской войны, назначен начальником штаба Альпийской армии.
С 1860 года — министр двора императора Наполеона III. На этом месте он оставался вплоть до падения Второй французской империи, после чего он был изгнан из Франции. Однако, уже на следующий год ему было позволено вернуться в страну.
Умер 4 июня 1872 года в Париже.
Ему принадлежит книга «Le Siège de Rome», которая впервые была издана в Париже в 1851 году.

## Награды
- Орден Почётного легиона:
  - большой крест (12.07.1849)
  - великий офицер (14.04.1844)
  - командор (28.04.1841)
  - офицер (21.03.1831)
  - кавалер (06.08.1813)
- Орден Академических пальм, офицер (15.08.1868)
- Воинская медаль (10.05.1852)
- Медаль Святой Елены (12.08.1857)
- Медаль в память об Итальянской кампании) (15.08.1859)
- Королевский венгерский орден Святого Стефана, большой крест (Австрия, 27.05.1868)
- Австрийский орден Леопольда, большой крест (Австрия, 17.07.1855)
- Орден Церингенского льва, большой крест (Великое герцогство Баден, 17.04.1856)
- Орден Леопольда I, большой крест (Бельгия, 17.07.1855)
- Орден Бани, большой крест (Великобритания, 26.04.1856)
- Крымская медаль (Великобритания)
- Орден Данеброг, большой крест (Дания, 16.11.1857)
- Орден Карлоса III, большой крест (Испания, 13.01.1857)
- Орден Нидерландского льва, большой крест (Нидерланды, 16.01.1858)
- Константиновский орден Святого Георгия, большой крест (Королевство обеих Сицилий, 27.01.1852)
- Ависский орден, большой крест (Португалия, 17.07.1855)
- Орден Чёрного орла (Пруссия, 08.10.1861)
- Орден Красного орла, большой крест (Пруссия, 08.10.1861)
- Орден Святого апостола Андрея Первозванного (Россия, 21(09).11.1867)
- Орден Святого Александра Невского (Россия, 02.06(19.05).1857)
- Орден Белого орла (Россия, 21(09).11.1867)
- Орден Святой Анны 1-й степени (Россия, 21(09).11.1867)
- Орден Святого Станислава 1-й степени (Россия, 21(09).11.1867)
- Орден Саксен-Эрнестинского дома, большой крест (Герцогства Саксен-Альтенбург, Саксен-Кобург-Гота, Саксен-Мейнинген, 07.07.1854)
- Высший орден Святого Благовещения (Сардинское королевство, 14.07.1859)
- Орден Святых Маврикия и Лазаря, большой крест (Сардинское королевство, 12.08.1853)
- Савойский военный орден, большой крест (Сардинское королевство, 11.08.1856)
- Золотая медаль «За воинскую доблесть» (Сардинское королевство, 25.02.1860)
- Орден Пия IX, большой крест (Святой Престол, 04.04.1850)
- Орден Меджидие 1-го класса (Турция, 17.07.1855)
- Орден Османие 1-го класса (Турция,  27.05.1868)
- Орден Меча, большой крест (Швеция, 17.07.1855)